# Romi Soares
Romi Soares (Porto, 24 de Março de 1950) é uma atriz portuguesa. Mãe da atriz Maria João Guimarães.

## Televisão
- Claxon RTP 1991
- Major Alvega RTP 1998
- Os Lobos RTP 1998/1999 'Rosarinho Monteiro'
- O Meu, o Teu e o Nosso RTP 1999 'Célia'
- Almeida Garrett RTP 2000 'sra. Drumond'
- Cuidado com as Aparências SIC 2000/2002
- O Olhar da Serpente SIC 2002/2003 'Irene Sampaio Ferreira'
- Ana e os Sete TVI 2003
- Triângulo Jota RTP 2006 'Edite Calafate'
- Uma Aventura SIC 2007 'tia de João'

## Trabalhos
- Volto Já, Madame Foz, OPTO/SIC (2022)
- Estados eróticos de Søren Kierkegaard (2008) (peça de de Agustina Bessa-Luís) [1]
- Elenco principal, Mulher, 25 anos a Cores (2007) [2]
- Participação especial, Célia, O Meu, O Teu e o Nosso, RTP 1999
- Elenco principal, Rosarinho Monteiro, Os Lobos, RTP 1998
- Participação especial, em Ora Viva!, RTP 1998
- Participação especial, na série francesa Le Juste, TF1 1996
- Actriz convidada, em Major Alvega, RTP 1994
- Participação especial, na série Outonos, realização de Francisco Manso para a RTP, 1993
- Actriz convidada, em Claxon, RTP 1991